# Pisces–Cetus superhopkomplex

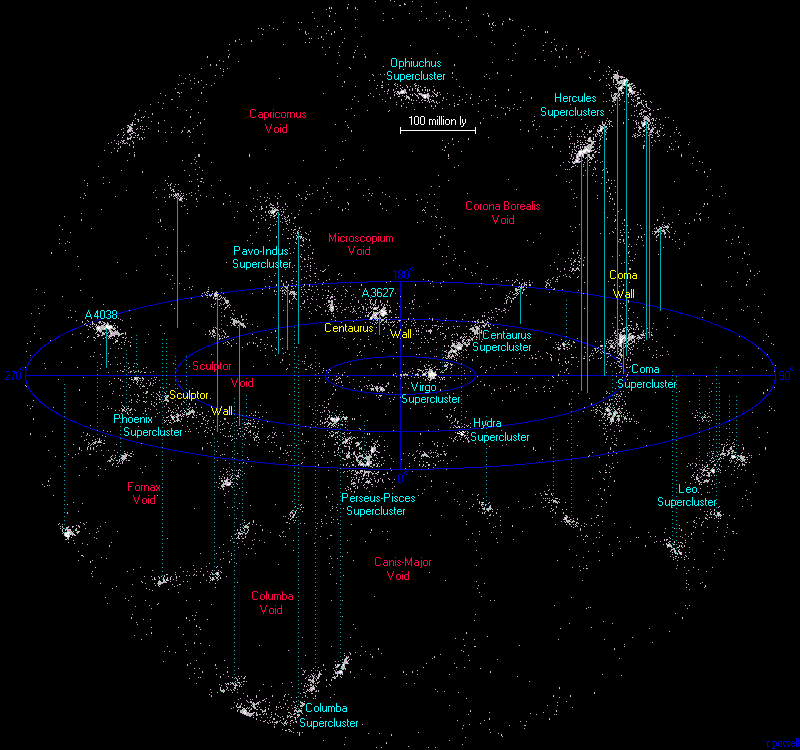
Karta över de superhopar som ligger närmast Virgosuperhopen.

Pisces-Cetus superhopkomplex är ett galaxfilament (komplex av superhopar) som innehåller Virgosuperhopen, som i sin tur är en del av Laniakeasuperhopen, där Lokala gruppen med Vintergatan finns.

## Utforskning
Astronomen R. Brent Tully vid Hawaiis universitets astronomiinstitut beskrev Pisces-Cetus superhopkomplex 1987.

### Fotnoter
1. ↑  Tully, R. B. (1 april 1986). ”Alignment of clusters and galaxies on scales up to 0.1 C”. The Astrophysical Journal 303:  sid. 25–38. doi:10.1086/164049. http://adsabs.harvard.edu/abs/1986ApJ...303...25T. Läst 3 maj 2011.
2. ↑  John Noble Wilford (10 november 1987). ”Massive Clusters of Galaxies Defy Concepts of the Universe”. New York Times. http://www.nytimes.com/1987/11/10/science/massive-clusters-of-galaxies-defy-concepts-of-the-universe.html?pagewanted=all.